# Wallflower (personaggio)
Wallflower, il cui vero nome è Laurie Collins, è un personaggio dei fumetti, creato da Nunzio DeFilippis e Christina Weir (testi), Keron Grant (disegni), pubblicata dalla Marvel Comics. La sua prima apparizione avviene in The New Mutants (seconda serie) n. 2 (agosto 2003).
Fa parte dell'universo dei fumetti Marvel Comics, è una giovane mutante, studentessa allo Xavier Institute, in seguito agli eventi di Decimation, Laurie resta uccisa da un proiettile sparato da un seguace del reverendo Stryker.

## Poteri ed abilità
Wallflower riesce a controllare le emozioni di chi si trova vicino a lei attraverso l'emissione di feromoni. Inizialmente non padroneggiava molto bene la loro emissione, e di conseguenza provocava spiacevoli episodi. Ma prima di essere uccisa, durante il tempo trascorso all'istituto del Professor X, nella squadra degli studenti chiamata "Nuovi mutanti", Laurie ha imparato a controllare bene il suo potere, fino ad indurre una varia serie di risposte emozionali e fisiche, comprese paura, rabbia, lussuria, calma, felicità, sonnolenza. Al massimo del suo potere è stato ipotizzato che Laurie avrebbe potuto controllare le folle o mettere a dormire un intero esercito.